# Moon Hee-sang

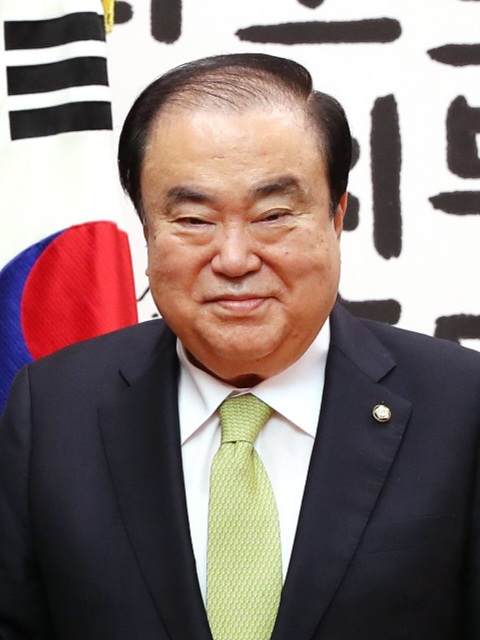
Moon Hee-sang im Oktober 2019

Moon Hee-sang (* 3. März 1945 in Yangju, Südkorea) ist ein südkoreanischer Politiker. Er amtiert seit 13. Juli 2018 als Vorsitzender der südkoreanischen Nationalversammlung. Bis zu seiner Wahl zum Parlamentspräsidenten gehörte er der Deobureo-minju-Partei an, ist aktuell jedoch gemäß den Bestimmungen Parteiloser.
Moon studierte Rechtswissenschaft an der Seoul National University. Seit 2004 vertritt er den Sitz A der Stadt Uijeongbu im Parlament. Zwischen Februar 2003 und Juli 2004 fungierte er als Präsident Roh Moo-hyuns Stabschef. Er gehörte der Gukhoe bereits von 1992 bis 1996 und von 2000 bis 2003 an.